# Vilanova (Viver i Serrateix)
Vilanova és una masia del municipi de Viver i Serrateix (Berguedà) inclosa en l'Inventari del Patrimoni Arquitectònic de Catalunya.

## Descripció
Construcció de l'any 1917 qualificada de modernista i que més aviat sembla correspondre a un estil historicista de començaments del segle xx. La casa presenta una estructura de casa senyorial, amb planta baixa i dos pisos, tot i que les seves funcions i la seva forma de vida correspon a la de masia. És el tipus d'estructura de moltes masies catalanes, precursora o successora de la casa senyorial, amb una torratxa o llanterna que il·lumina l'escala i col·locada al centre de l'edifici. No és ja una referència exacta a la tipologia de masia: és difícil trobar durant l'època modernista una casa aïllada i de nova planta (tal és el cas de Vilanova de Viver).

## Història
La primera casa de Vilanova ocupava les dependències de l'antic castell de Viver, situat dalt del turó a l'extrem nord del serrat. L'any 1917 la masia de Vilanova bastí el seu nou casal prop de l'església de Sant Miquel de Viver i s'abandonà l'antiga casa-castell, avui tot en ruïnes.